# Ed Chigliak
Ed Chigliak je fikcionalni lik iz televizijske serije Život na sjeveru. Glumio ga je Darren E. Burrows.

## Fikcionalna biografija
Ed je rođen na Aljaski od majke bjelkinje i oca Indijanca, zvanog Smith. Napušten je ubrzo nakon rođenja, a odgojilo ga je indijansko pleme. Na početku serije ima 18 godina, živi sam i radi za Mauricea Minnifielda kao osobni pomoćnik; kasnije počinje raditi i za trgovinu Ruth-Anne Miller. Srdačan je, ali malo sporije shvaća što ljudi traže od njega. Zna biti netaktičan, a muči se i s nekim društvenim konvencijama kao što je kucanje prije ulaska. Međutim, inteligentan je te ima nevjerojatnu sposobnost pamćenja detalja (uživa čitajući telefonski imenik).
Voli filmove i posjeduje enciklopedijsko znanje o njima. Početkom serije počinje se baviti produkcijom 16-milimetarskih filmova, a voli snimati sve. Kasnije se počinje obučavati za šamana, iako mu povremeno navraćaju "mali zeleni čovjek", utjelovljenje njegova niskog samopoštovanja, te Onaj Koji Čeka, duh vodič. Ed je vjerojatno najbliskiji prijatelj Joela Fleischmana jer mu se ovaj često povjerava.
Ed je snimio bar tri filma:
- Dokumentarac o Cicelyju. Ed umalo napušta projekt, sve dok ga dr. Fleischman i san koji uključuje o majku Woodyja Allena inspiriraju da ga dovrši. Tijekom iste epizode, otkriva se kako se Ed dopisuje s Allenom, Stevenom Spielbergom, i Martinom Scorseseom.

- Dokumentarac o Iri Wingfeatheru koji izrađuje jedinstvene drvene frule.

- Dokumentarac o pokušaju rock zvijezde Brada Bonnera (kojeg glumi Adam Ant) da održi koncert s indijanskim bubnjarima.

## Vanjske poveznice
- Ed Chigliak u internetskoj bazi filmova IMDb-u